# Уайсофф, Питер Джеффри Келси
Пи́тер Дже́ффри Ке́лси «Джефф» Уа́йсофф (англ. Peter Jeffrey Kelsay 'Jeff' Wisoff; род. 1958) — астронавт НАСА. Совершил четыре космических полёта на шаттлах: STS-57 (1993, «Индевор»), STS-68 (1994, «Индевор»), STS-81 (1997, «Индевор») и STS-92 (2000, «Дискавери»), совершил три выхода в открытый космос, физик.

## Личные данные и образование
Питер Уайсофф родился 16 августа 1958 года в городе Норфолк, где в 1974 году окончил среднюю школу. В 1976 году, окончив с отличием Университет Вирджинии, получил степень бакалавра наук по физике. В 1982 и 1986 годах получил степень магистра и доктора наук в области «прикладная физика» в Стэнфордском университете.
Жена — Тамара Джерниган, астронавтка НАСА, поженились в 1999 году. Он любит подводное плавание, бадминтон, плавание, парусный спорт. Его родители, Карл и Пэт Уайсоффы, проживают в Норфолк, штат Виргиния.

## До НАСА
После окончания университета Вирджинии в 1976 году, начал писать дипломную работу по исследованию коротко-волновых лазеров в Стэнфордском университете, как научный сотрудник от Национального Фонда выпускников. После получения докторской степени в Стэнфордском университете в 1986 году, поступил на факультет электротехники и вычислительной техники департамента в Университете Райса. Он занимался разработкой новых вакуумных ультрафиолетовых и высоко-частотных источников лазерного излучения. Кроме того, он сотрудничал с исследователями из Техасского медицинского регионального Центра в области применения лазеров для восстановления поврежденных нервов. Так же он сотрудничал с исследователями из Университета Райс в области исследования новых методов выращивания и оценки полупроводниковых материалов с использованием лазеров..

## Подготовка к космическим полётам
Принимал участие в 12-м наборе астронавтов, в 1987 году. В январе 1990 года была зачислен в отряд НАСА в составе тринадцатого набора, кандидатом в астронавты. Стал проходить обучение по курсу Общекосмической подготовки (ОКП). По окончании курса, в июле 1991 года получил квалификацию «специалист полёта» и назначение в Офис астронавтов НАСА. Он был оператором связи в Центре Управления полётами, занимался отладкой программного обеспечения в Лаборатории электронного оборудования шаттлов, координировал действия экипажей во время выходов в открытый космос, оборудованием и технологией строительства Международной космической станции (МКС), работал с полезными нагрузками шаттлов.

## Полёты в космос
- Первый полёт — STS-57[3], шаттл «Индевор». C 21 июня по 1 июля 1993 года в качестве «специалиста полёта». Основная цель полёта: доставка шаттлом европейского робота-манипулятора, выход в открытый космос двух членов экипажа, проведение различных экспериментов в первом полёте Спейсхэба, продолжение медико-биологических исследований и астрономических наблюдений. Во время полёта выполнил один выход в открытый космос: 26 июня 1993 — продолжительностью 5 часов 57 минут. Продолжительность полёта составила 9 суток 23 часа 46 минут[4].

- Второй полёт — STS-68[5], шаттл «Индевор». C 30 сентября по 11 октября 1994 года в качестве «специалиста полёта». Второй полёт шаттла с Космической радарной лабораторией (SRL-2), предназначенной для отработки системы всепогодного радиолокационного зондирования[6]. Продолжительность полёта составила 11 суток 5 часов 47 минут[7].

- Третий полёт — STS-81[8], шаттл «Атлантис». C 12 по 22 января 1997 года в качестве «специалиста полёта». В программу полёта входили: пятая стыковка шаттла с российской орбитальной станцией «Мир», доставка и возвращение грузов, ротация экипажа стации, различные эксперименты[9]. Продолжительность полёта составила 10 суток 4 часа 56 минут[10].

- Четвёртый полёт — STS-92[11], шаттл «Дискавери». C 11 по 24 октября 2000 года в качестве «специалиста полёта». Основной задачей полёта была стыковка с Международной космической станции (МКС), продолжение её сборки, доставка ферменной конструкции Z1, гироскопов с управляющим моментом. Был доставлен герметичный стыковочный переходник-3 (PMA-3), оборудованный стыковочными узлами (был установлен на поддон Спейслэба), первоначально был пристыкован к надирному (нижнему, или обращённому к Земле) порту «Юнити». Во время полёта выполнил два выхода в открытый космос: 16 октября 2000 года — продолжительностью 7 часов 7 минут и 18 октября 2000 года — 6 часов 56 минут. Продолжительность полёта составила 12 дней 21 час 44 минуты[12].

Общая продолжительность внекорабельной деятельности — 20 часов 0 минут. Общая продолжительность полётов в космос — 44 дня 8 часов 9 минут.

## После полётов
Уайсофф известен многочисленными выступлениями на технических конференциях и статьями в журналах в области создания и применения лазеров.

## Награды и премии
Награждён: Медаль «За космический полёт» (1993, 1994, 1997 и 2000), Премия Национального научного фонда за разработки 1980—1983 годов и многие другие.